# Communauté de communes du Pays de Tarare
La communauté de communes du Pays de Tarare est une ancienne communauté de communes française, située dans le département du Rhône en région Rhône-Alpes, qui a existé de 1996 à 2013.

## Historique
Créée par l'arrêté préfectoral du 22 décembre 1995, elle entre en vigueur le 1er janvier 1996.
Le 1er janvier 2014, elle fusionne avec les communautés de communes du Pays d'Amplepuis Thizy et de la Haute Vallée d'Azergues avec lesquelles elle forme la communauté de communes de l'Ouest Rhodanien.

## Territoire

### Communes
Elle regroupait les 16 communes suivantes :
| Nom                        | Code Insee | Gentilé              | Superficie (km2) | Population (dernière pop. légale) | Densité (hab./km2) |
| -------------------------- | ---------- | -------------------- | ---------------- | --------------------------------- | ------------------ |
| Tarare (siège)             | 69243      | Tarariens            | 13,99            | 10 814 (2014)                     | 773                |
| Affoux                     | 69001      | Affousiens           | 10,65            | 346 (2014)                        | 32                 |
| Ancy                       | 69008      | Ancéens              | 11,84            | 609 (2014)                        | 51                 |
| Dareizé                    | 69073      | Dareiziens           | 6,71             | 482 (2014)                        | 72                 |
| Dième                      | 69075      | Dièmois              | 9,05             | 210 (2014)                        | 23                 |
| Joux                       | 69102      | Jouxiens             | 25,18            | 670 (2014)                        | 27                 |
| Les Olmes                  | 69147      | Olmois               | 2,78             | 776 (2014)                        | 279                |
| Pontcharra-sur-Turdine     | 69157      | Ponturdinois         | 4,73             | 2 626 (2014)                      | 555                |
| Saint-Appolinaire          | 69181      | Saint-Appolinairiens | 5,73             | 195 (2014)                        | 34                 |
| Saint-Clément-sur-Valsonne | 69188      | Saint-Clémentois     | 14,51            | 855 (2014)                        | 59                 |
| Saint-Forgeux              | 69200      | Beureillons          | 22,27            | 1 484 (2014)                      | 67                 |
| Saint-Loup                 | 69223      | Saint-Loupiens       | 9,65             | 1 010 (2014)                      | 105                |
| Saint-Marcel-l'Éclairé     | 69225      | Saint-Marcellois     | 11,88            | 511 (2014)                        | 43                 |
| Saint-Romain-de-Popey      | 69234      | Saint-Rominois       | 17,02            | 1 481 (2014)                      | 87                 |
| Les Sauvages               | 69174      | Sauvageons           | 12,55            | 660 (2014)                        | 53                 |
| Valsonne                   | 69254      | Valsonnais           | 18,25            | 891 (2014)                        | 49                 |

## Compétences
- Hydraulique
- Collecte des déchets des ménages et déchets assimilés
- Autres actions environnementales
- Création, aménagement, entretien et gestion de zone d'activités industrielle, commerciale, tertiaire, artisanale ou touristique

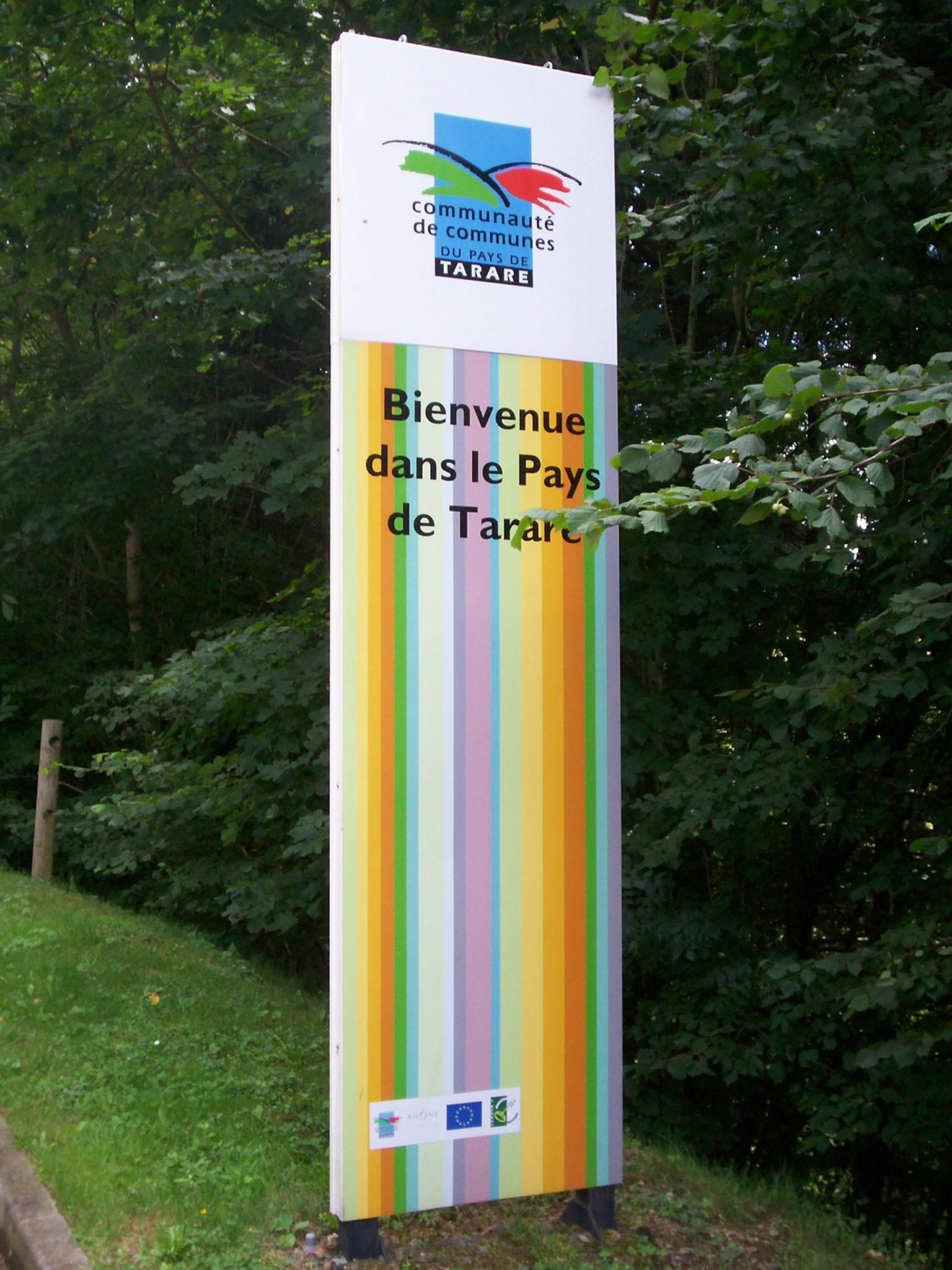
Totem de la Communauté de Communes du Pays de Tarare.

- Action de développement économique (Soutien des activités industrielles, commerciales ou de l'emploi, Soutien des activités agricoles et forestières…)
- Activités sportives
- Schéma de cohérence territoriale (SCOT)
- Constitution de réserves foncières
- Création, aménagement, entretien de la voirie
- Tourisme
- Politique du logement non social
- NTIC (Internet, câble…)

## Démographie

### Évolution démographique
| 1968   | 1975   | 1982   | 1990   | 1999   | 2006   | 2008   | 2009   | 2010   |
| ------ | ------ | ------ | ------ | ------ | ------ | ------ | ------ | ------ |
| 19 181 | 19 206 | 19 170 | 20 246 | 20 892 | 22 373 | 22 223 | 22 289 | 22 568 |

### Pyramide des âges
| Hommes | Classe d’âge | Femmes |
| ------ | ------------ | ------ |
| 0,2    | 90 ans ou +  | 1,3    |
| 7,2    | 75 à 89 ans  | 10,8   |
| 13,6   | 60 à 74 ans  | 14,3   |
| 19,8   | 45 à 59 ans  | 18,6   |
| 21,2   | 30 à 44 ans  | 20,1   |
| 17,1   | 15 à 29 ans  | 15,2   |
| 20,9   | 0 à 14 ans   | 19,7   |

## Sources
- La base Aspic (Accès des services publics aux informations sur les collectivités) pour le département du Rhône
- [PDF] La Communauté de communes du Pays de Tarare sur la base Banatic (Base nationale d'informations sur l'intercommunalité)